# Всеобщие выборы в Габоне (1967)
Всеобщие выборы в Габоне проходили 19 марта 1967 года. На них избирались президент и 47 депутатов Национального собрания. Президент Леон Мба от Габонского демократического блока стал единственным кандидатом и был единогласно переизбран президентом. На парламентских выборах Габонский демократический блок был единственной партией и, таким образом, получил все 47 мест Национального собрания. Явка составила 99,4%.
27 ноября 1967 года через несколько дней после инаугурации Леон Мба умер от рака. Его сменил Омар Бонго, который на следующий год ввёл в стране однопартийную систему.

## Результаты

### Президентские выборы
| Кандидат                           | Партия                             | Голоса  | %    |
| ---------------------------------- | ---------------------------------- | ------- | ---- |
| Леон Мба                           | Габонский демократический блок     | 346 587 | 100  |
| Недействительных/пустых бюллетеней | Недействительных/пустых бюллетеней | 313     | –    |
| Всего                              | Всего                              | 346 900 | 100  |
| Проголосовавших избирателей/Явка   | Проголосовавших избирателей/Явка   | 348 942 | 99,4 |
| Источник: Nohlen et al.            |                                    |         |      |

### Парламентские выборы
| Партия                             | Голоса  | %    | Мест | +/– |
| ---------------------------------- | ------- | ---- | ---- | --- |
| Габонский демократический блок     | 346 587 | 100  | 47   | +16 |
| Недействительных/пустых бюллетеней | 313     | –    | –    | –   |
| Всего                              | 346,900 | 100  | 47   | 0   |
| Проголосовавших избирателей/Явка   | 348,942 | 99.4 | –    | –   |
| Источник: Nohlen et al.            |         |      |      |     |